# Vogovke
Vogovke (lat. Zosteraceae), malena biljna porodica iz reda žabočunolike (Alismatales), kojoj pripadalo svega tri roda, voga (Zostera) po kojoj porodica dobiva ime, Heterozostera danas uključena u rod Zostera i Phyllospadix.
Vogovke su cvjetnice koje žive na morskom dnu, i ne smiju se brkati s posidonijom (Posidonia), a u Jadranu su poznate vrste perje Zostera marina i perje malo Zostera noltii